# Sarrecave
 Sarrecave  là một xã thuộc tỉnh Haute-Garonne trong vùng Occitanie tây nam nước Pháp. Xã này nằm ở khu vực có độ cao trung bình 417 mét trên mực nước biển.